# Indie Fund
Indie Fund – organizacja stworzona przez kilku niezależnych twórców gier w celu wspierania produkcji niezależnych gier komputerowych. Indie Fund powstał na początku 2010 roku, by stanowić alternatywę dla tradycyjnego modelu finansowania poprzez wydawcę oraz pomóc nowym twórcom gier uzyskać niezależność finansową.
Do założycieli i obecnych członków organizacji należą: Ron Carmel i Kyle Gabler z 2D Boy, Jonathan Blow z Number None, Kellee Santiago z thatgamecompany (od marca 2012 roku już tam nie pracuje), Nathan Vella z Capybara Games, Matthew Wegner z Flashbang Studios i Aaron Isaksen z AppAbove Games.

## Model finansowania
Wspierany projekt otrzymuje finansowanie w dwóch etapach: pierwszą kwotę podczas podpisywania umowy, a drugą, gdy pierwsza jest bliska wyczerpania. Po wydaniu gry twórcy są zobowiązani spłacić inwestycję oraz dzielić 25% przychodów przez okres dwóch lat lub do czasu, gdy inwestycja zwróci się dwukrotnie. Jeśli po dwóch latach produkcja nie wygeneruje wymaganego przychodu, umowa wygasa, a twórcy nie są w żaden sposób zobowiązani względem Indie Fund i mogą czerpać 100% przychodów ze sprzedaży.

## Sfinansowane gry
Podczas Game Developers Conference w 2011 roku Indie Fund ogłosiło pierwsze trzy gry, które uzyskały już wsparcie finansowe: Q.U.B.E. autorstwa Toxic Games (premiera grudzień 2011; pierwsza wydana gra wsparta przez Indie Fund), Monaco: What's Yours Is Mine autorstwa Pocketwatch Games oraz Shadow Physics autorstwa Scotta Andersona i Steve′a Swinka.
| Rok  | Tytuł                        | Producent                       | Status    | Platformy                    | Uwagi |
| ---- | ---------------------------- | ------------------------------- | --------- | ---------------------------- | --- |
| 2011 | Q.U.B.E.                     | Toxic Games                     | wydana    | Windows, Wii U               | Gra Q.U.B.E. była jednym z dwunastu finalistów konkursu 2011 Indie Game Challenge sponsorowanego przez Akademię Sztuk i Nauk Interaktywnych. Inwestycja zwrócona z powodzeniem. |
| 2011 | Shadow Physics               | Scott Anderson i Steve Swink    | anulowana | Xbox Live Arcade             | Na GDC 2012 Anderson oznajmił, że prace nad grą zostały anulowane. |
| 2012 | Dear Esther                  | thechineseroom i Robert Briscoe | wydana    | Windows                      | Początkowa gra była darmową modyfikacją dla Half-Life 2, fundusz został wykorzystany do rozbudowy tytułu do samodzielnej produkcji. Inwestycja zwrócona z powodzeniem.          |
| 2013 | Antichamber                  | Alexander Bruce                 | wydana    | Windows                      | Inwestycja zwrócona z powodzeniem. |
| 2013 | Monaco: What's Yours is Mine | Pocketwatch Games               | wydana    | Windows, Xbox Live Arcade    | Inwestycja zwróciła się cztery dni przed premierą. |
| 2013 | Faraway                      | little--eyes                    | w rozwoju | iOS                          | |
| 2013 | The Swapper                  | Facepalm Games                  | wydana    | Windows                      | Inwestycja zwróciła się dwa dni po premierze. |
| 2013 | Panoramical                  | Fernando Ramallo i David Kanaga | wydana    | wystawa interaktywnej muzyki | Obecnie prezentowana na różnych festiwalach gier niezależnych. |
| 2013 | Super Splatters              | SpikySnail Games                | wydana    | Windows, OS X, Linux         | |
| 2013 | Kachina                      | Little Flag Software            | w rozwoju | Windows, OS X, iOS           | |
| 2013 | Fract OSC                    | Phosfiend Systems Inc.          | w rozwoju | Windows, OS X                | |